# Wasilij Badanow
Wasilij Michajłowicz Badanow (ros. Василий Михайлович Баданов, ur. 14 grudnia?/26 grudnia 1895 we wsi Wierchniaja Jakuszka w obwodzie uljanowskim, zm. 1 kwietnia 1971 w Moskwie) – radziecki dowódca wojskowy, generał porucznik wojsk pancernych (1942).

## Życiorys
W 1915 został powołany do carskiej armii, uczestniczył w I wojnie światowej. Ukończył Czugujewską Szkołę Wojskową w 1916 r. w stopniu 1917 został członkiem komitetu pułkowego, od 1919 służył w Armii Czerwonej i należał do RKP(b). Brał udział w wojnie domowej w Rosji jako dowódca kompanii i szef sztabu brygady piechoty, 1919 walczył z armią adm. Kołczaka na Syberii, a w 1921 z antykomunistycznymi grupami na Białorusi. W latach 1921–1929 był dowódcą i komisarzem pułku i dywizji w wojskach Czeki i OGPU, od 1930 służył w Nadwołżańskim Okręgu Wojskowym i Moskiewskim Okręgu Wojskowym, od grudnia 1937 do marca 1941 był komendantem wojskowej samochodowej szkoły technicznej w Połtawie, potem dowódcą 55 Dywizji Pancernej. Po ataku Niemiec na ZSRR 1941–1942 dowodził 12 Brygadą Pancerną, 1942–1943 dowodził 24 Korpusem Pancernym/2 Gwardyjskim Korpusem Pancernym, a 1943–1944 armią pancerną. Brał udział w bitwie pod Stalingradem (gdzie podczas kontruderzenia radzieckiego wraz z korpusem wyszedł na głębokie tyły przeciwnika) i Kurskiem, walkach o Prawobrzeżną Ukrainę i operacji lwowsko-sandomierskiej, 1944 został ciężko ranny i kontuzjowany. Po wyleczeniu w sierpniu 1944 został szefem Zarządu Instytucji Wojskowo-Edukacyjnych i Przygotowania Bojowego Wojsk Pancernych i Zmechanizowanych Armii Radzieckiej, od czerwca 1946 do maja 1950 dowodził wojskami pancernymi i zmechanizowanymi Centralnej Grupy Wojsk, a od maja 1950 do czerwca 1953 ponownie był szefem Zarządu Instytucji Wojskowo-Edukacyjnych i Przygotowania Bojowego Wojsk Pancernych i Zmechanizowanych Armii Radzieckiej, następnie zakończył służbę wojskową.

## Odznaczenia
- Order Lenina
- Order Czerwonego Sztandaru (trzykrotnie)
- Order Suworowa II klasy
- Order Kutuzowa II klasy
- Order Wojny Ojczyźnianej II klasy

I medale ZSRR i odznaczenia zagraniczne.